# Unnamalaikadai
Unnamalaikadai (o Unnamalakada) è una suddivisione dell'India, classificata come town panchayat, di 19.938 abitanti, situata nel distretto di Kanyakumari, nello stato federato del Tamil Nadu. In base al numero di abitanti la città rientra nella classe IV (da 10.000 a 19.999 persone).

## Geografia fisica
La città è situata a 08° 18' 03 N e 77° 15' 57 E.

## Società

### Evoluzione demografica
Al censimento del 2001 la popolazione di Unnamalaikadai assommava a 19.938 persone, delle quali 10.128 maschi e 9.810 femmine. I bambini di età inferiore o uguale ai sei anni assommavano a 2.002, dei quali 1.051 maschi e 951 femmine. Infine, coloro che erano in grado di saper almeno leggere e scrivere erano 16.310, dei quali 8.536 maschi e 7.774 femmine.